# Forame oval (coração)

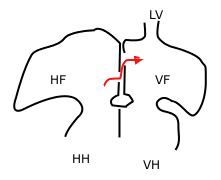
A imagem mostra uma representação do forame oval, que conecta os espaços inter-atriais.

Forame oval, também chamado  forame de Botallo, é um orifício no septo entre os dois átrios cardíacos direito e esquerdo. Esse forame ocorre apenas na vida fetal e funciona como uma passagem do sangue vindo da veia umbilical, mais oxigenado, pelo átrio direito para o átrio esquerdo. O sangue no átrio esquerdo não retorna para o átrio direito, já que o septum primum funciona como uma válvula e oclui o forame no momento em que o átrio esquerdo se contrai.
Normalmente tal abertura fecha-se horas antes do parto ou nos primeiros dias de vida do recém-nascido, quando os pulmões tornam-se funcionais, a pressão pulmonar diminui e a pressão atrial esquerda excede à direita. Isso comprime o septum primum contra o septum secundum, fechando o orifício. Após a fusão dos septos, fica como um remanescente do forame oval a fossa ovalis.
Recentes estudos revelaram uma relação entre a falha no fechamento de tal abertura no pós-nascimento e a ocorrência de enxaqueca com aura em pessoas adultas. Um estudo brasileiro de 2007 revelou também uma relação significativa entre acidente vascular cerebral em jovens e tal abertura anormal do forame oval.